# 阿克里港
09°35′16″S 67°31′58″W / 9.58778°S 67.53278°W

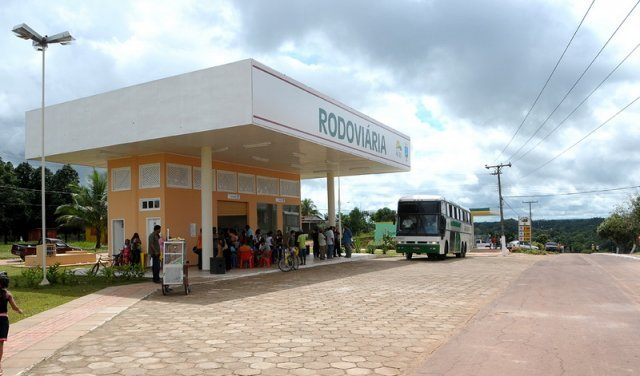
阿克里港

阿克里港（葡萄牙語：Porto Acre），是巴西的城鎮，位於該國西北部，由阿克里州負責管轄，始建於1899年1月3日，面積2,985平方公里，2010年人口14,806，人口密度每平方公里4.96人。